# یبر-برگفریدن
یبر-برگفریدن (به آلمانی: Jeber-Bergfrieden) یک منطقهٔ مسکونی در آلمان است که در کسویگ واقع شده‌است. یبر-برگفریدن  ۶۴۱ نفر جمعیت دارد.